# Grafikmotor
Grafikmotor kallas den mjukvarukomponent som handhar den grafiska representationen i större mjukvara, framför allt datorspel. Datorspel representerar relativt avancerad grafik och grafikmotorerna är så dyra och komplicerade att en spelutvecklare ofta väljer att licensiera en befintlig motor från en större tillverkare. Bland de företag som tillverkar spelmotorer vidare licensiering kan nämnas id Software (Quake-motorn) och Epic Games (olika versioner av Unreal-motorn). Även grafikmotorer framtagna i första hand för licensiering finns (till skillnad från Quake- och Unreal-motorerna som anpassats för det spel de först utvecklades för).
Datorspelen representerar ett så stort ekonomiskt inflytande på försäljningen av hårdvara för grafik (grafikkort) att tillverkare av hårdvara ofta låter de viktigaste grafikmotortillverkarna influera utvecklingen av ny hårdvara.
Antalet grafikmotorer på marknaden är stort, och ett stort antal finns också gratis tillgängliga, bland annat är det inte ovanligt att kommersiella motorer släpps fria efter ett tag när tekniken inte längre är kommersiellt konkurrenskraftig.